# George Bateman & Son Ltd
George Bateman & Son Ltd (äv. Salem Bridge Brewery), bryggeri i Wainfleet All Saints, Lincolnshire, Storbritannien. Bryggeriet invigdes 1874.

## Exempel på varumärken
- Combined Harvest
- XB Bitter
- Salem Porter